# U-1302
| U-1302                     | U-1302 | U-1302 |
| -------------------------- | --- | --- |
|                            | | |
|                            | | |
| U-995, однотипний з U-1302 | | |
| Під прапором               | Третій Рейх | Третій Рейх |
| Спуск на воду              | 4 квітня 1944 року | 4 квітня 1944 року |
| Виведений зі складу флоту  | 25 травня 1944 року | 25 травня 1944 року |
| Сучасний статус            | 7 березня 1945 року потоплений у протоці Святого Георга глибинними бомбами канадських фрегатів «Ла Гуллойз», «Стратадам» і «Тетфорд Майнз» | 7 березня 1945 року потоплений у протоці Святого Георга глибинними бомбами канадських фрегатів «Ла Гуллойз», «Стратадам» і «Тетфорд Майнз» |
| Проєкт                     | | |
| Тип ПЧ                     | Торпедний ДПЧ | Торпедний ДПЧ |
| Розробник проєкту          | Flensburger Schiffbau-Gesellschaft, Фленсбург                                                                                              | Flensburger Schiffbau-Gesellschaft, Фленсбург                                                                                              |
| Основні характеристики     | | |
| Швидкість (надводна)       | 17,7 вузла | 17,7 вузла |
| Швидкість (підводна)       | 7,6 вузла | 7,6 вузла |
| Робоча глибина занурення   | 100 м | 100 м |
| Гранична глибина занурення | 250 м | 250 м |
| Автономність плавання      | 8500 миль (15 700 км) на швидкості 10 вузлів (18,6 км/год) (надводна) 80 миль (150 км) на швидкості 4 вузли (7,4 км/год) (підводна)        | 8500 миль (15 700 км) на швидкості 10 вузлів (18,6 км/год) (надводна) 80 миль (150 км) на швидкості 4 вузли (7,4 км/год) (підводна)        |
| Екіпаж                     | 46 осіб | 46 осіб |
| Розміри                    | | |
| Довжина найбільша (по КВЛ) | 67,1 м | 67,1 м |
| Ширина корпусу найб.       | 6,2 м | 6,2 м |
| Висота                     | 9,6 м | 9,6 м |
| Середня осадка (по КВЛ)    | 4,74 м | 4,74 м |
| Водотоннажність надводна   | 759 т | 759 т |
| Озброєння                  | | |
| Артилерія                  | 1 × 88-мм палубна гармата SK C/35 | 1 × 88-мм палубна гармата SK C/35 |
| Торпедно- мінне озброєння  | 4 носових і один кормовий ТА 14 торпед або 26 мін TMA                                                                                      | 4 носових і один кормовий ТА 14 торпед або 26 мін TMA                                                                                      |
| ППО                        | 1 × 37-мм зенітна гармата Flak M42 2 × 20-мм зенітні гармати FlaK 30                                                                       | 1 × 37-мм зенітна гармата Flak M42 2 × 20-мм зенітні гармати FlaK 30                                                                       |

U-1302 — німецький підводний човен типу VIIC/41, що входив до складу Військово-морських сил Третього Рейху за часів Другої світової війни. Закладений 2 березня 1943 року на верфі Flensburger Schiffbau-Gesellschaft у Фленсбурзі. Спущений на воду 4 квітня 1944 року, а 25 травня 1944 року корабель увійшов до складу 4-ї навчальної флотилії ПЧ ВМС нацистської Німеччини. Єдиним командиром човна був капітан-лейтенант Вольфганг Герварц.

## Історія служби
U-1302 належав до німецьких підводних човнів типу VIIC/41, однієї з модифікацій найчисленнішого типу субмарин Третього Рейху, яких випущено 703 одиниці. Службу розпочав у складі 4-ї навчальної та з 1 січня 1945 року — після завершення підготовки — в 11-й бойовій флотилії ПЧ Крігсмаріне. Підводний човен здійснив один бойовий похід в Атлантичний океан, під час якого потопив три судна сумарною водотоннажністю 8 386 GRT.
7 березня 1945 року U-1302 був виявлений союзними кораблями та потоплений у протоці Святого Георга глибинними бомбами канадських фрегатів «Ла Гуллойз», «Стратадам» і «Тетфорд Майнз». Всі 48 членів екіпажу загинули.

## Перелік затоплених U-1302 суден у бойових походах
| №                                                       | Дата           | Назва         | Тип            | Належність      | Водотоннажність (брт) | Вантаж                                                                         | Конвой        | Результат та координати                                             | Наслідки атаки для екіпажу      | Прим. |
| ------------------------------------------------------- | -------------- | ------------- | -------------- | --------------- | --------------------- | ------------------------------------------------------------------------------ | ------------- | ------------------------------------------------------------------- | ------------------------------- | ----- |
| Перший похід (3.02—7.03.1941, 33 доби; Гортен—загибель) |                |               |                |                 |                       |                                                                                |               |                                                                     |                                 |       |
| 1                                                       | 28 лютого 1945 | Norfolk Coast | вантажне судно | Велика Британія | 646                   | генеральний вантаж                                                             |               | потоплено 51°58′ пн. ш. 5°25′ зх. д. / 51.967° пн. ш. 5.417° зх. д. | 13 (7 загинули та 6 врятовані)  |       |
| 2                                                       | 2 березня 1945 | King Edgar    | вантажне судно | Велика Британія | 4 536                 | 1667 стандартів будівельного лісу, 2038 тонн фанери та 500 тонн свинця й цинку | Конвой SC 167 | потоплено 52°05′ пн. ш. 5°42′ зх. д. / 52.083° пн. ш. 5.700° зх. д. | 46 (4 загинули та 42 врятовані) |       |
| 3                                                       | 2 березня 1945 | Novasli       | вантажне судно | Норвегія        | 3 204                 | 1124 стандартів будівельного лісу                                              | Конвой SC 167 | потоплено 52°04′ пн. ш. 5°42′ зх. д. / 52.067° пн. ш. 5.700° зх. д. | 37 (усі вціліли)                |       |